# 2025 GE
2025 GE est un centaures, de magnitude absolue 7,51 découvert en 2025, mais dont on retrace des observations remontant à 2010, son diamètre est estimé à 173 km.